# Trondheimsleden

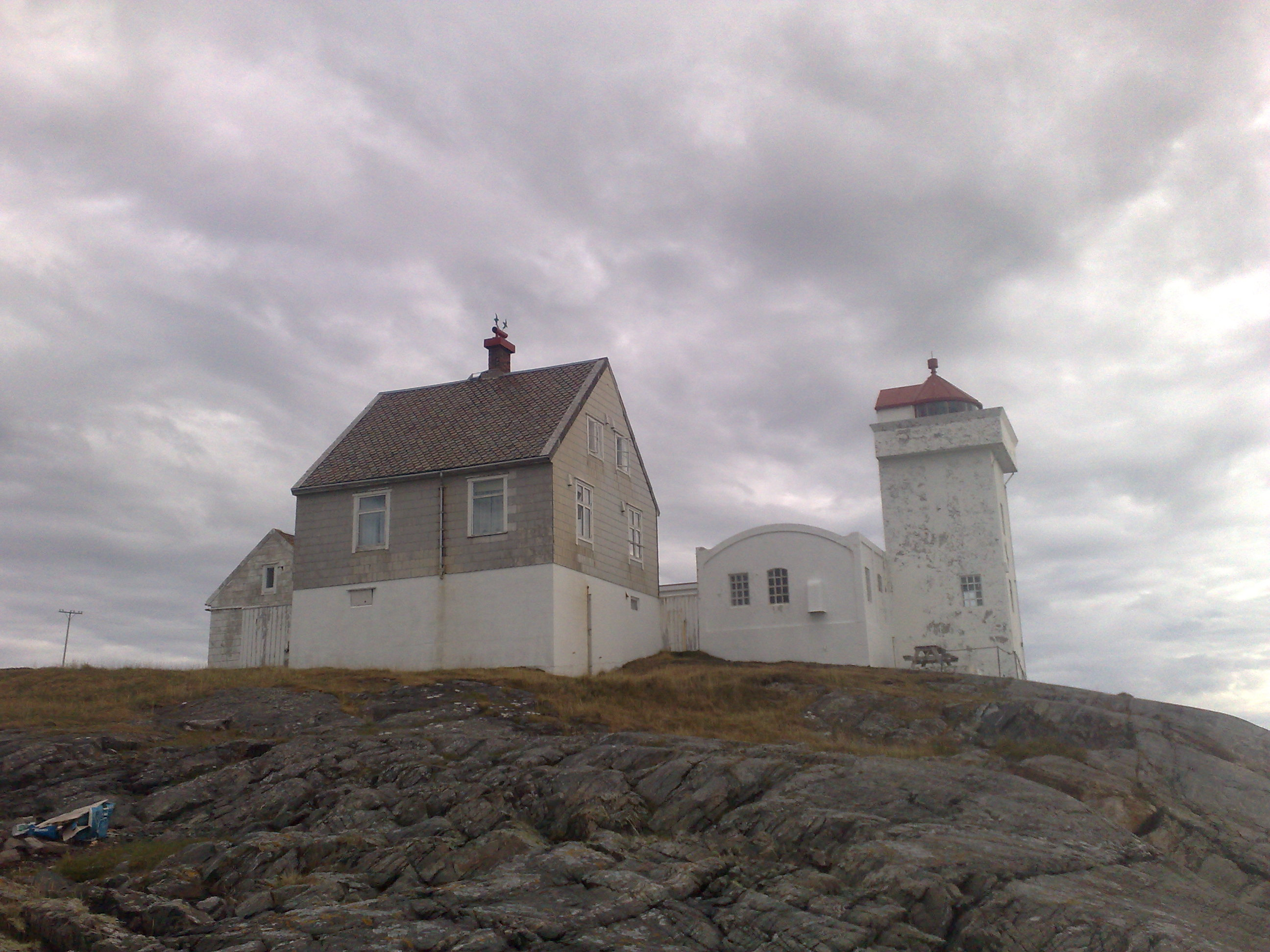
Terningen fyr vid Trondheimsleden, på Hitras sydöstra sida.

Trondheimsleden (Trondheimsleia) är ett havsområde och en skeppsled mellan öarna Hitra och Smøla och norska fastlandet. Hurtigruten och Kystekspressen mellan Kristiansund och Trondheim passerar området i längsgående sträckning, medan bilfärjan mellan Aure och Smøla (och Hitratunneln) korsar det.